# Газогенераторний цикл

Газогенераторний ракетний цикл. Частина палива й окислювача спалюється окремо для живлення насосів, а потім викидається. Більшість газогенераторних двигунів використовують паливо для охолодження форсунок.

Газогенераторний цикл — енергетичний цикл рідинного двопаливного ракетного двигуна з перекачуванням. Частина незгорілого палива спалюється в газогенераторі (або камері попереднього спалювання), а отриманий гарячий газ використовується для живлення помпових насосів перед викидом за борт і втратою. Через цю втрату цей тип двигуна називають відкритим циклом.

## Використання
До газогенераторних двигунів внутрішнього згоряння відносяться:
- Vulcain[1], HM7B
- Мерлін[2]
- RS-68[3]
- RS-27A[4]
- J-2X[5]
- F-1[6]
- РД-107[7]
- CE-20

Системи запуску ракет із газогенераторними двигунами внутрішнього згоряння:
- Аріана 5[1]
- Сатурн V[6]
- Союз
- Геосинхронна ракета-носій III
- Long March 3B, Long March 2F[8]
- Rocket Lab Neutron[9]
- Міура 5